# César Salcedo Parrales
César Dionisio Salcedo Parrales (Machala, Ecuador, 1938) es un escritor, pintor, educador e historiador ecuatoriano, publicó varias obras de carácter histórico donde se destacan fotografías antiguas de Machala y la Provincia de El Oro usando la técnica de plumilla y fue miembro de la Casa de la Cultura Ecuatoriana Núcleo El Oro en el área de historia. Actualmente el Archivo Histórico Provincial de esta institución lleva su nombre, en razón de su extenso aporte cultural y artístico.

## Biografía
hijo de Galo Hugo Salcedo Orozco y Silvia Parrales Gonzabay, nació en Machala capital de la Provincia de El Oro el 22 de agosto de 1938, quedando huérfano en los primeros años de su infancia.
Sus estudios primarios los realizó en su ciudad natal en la escuela Simón Bolívar; al cursar el tercer grado obtuvo su primera mención de honor y medalla de oro, otorgada por el Club de Leones de la ciudad de Machala, en un concurso de lectura comprensiva.
Sus estudios secundarios los realizó en el Colegio Nueve de Octubre y Kléber Franco Cruz donde se graduó de Bachiller en humanidades modernas, especialización de Filosófico social. 
Durante su juventud trabajó en la Radio Machala, en el programa "cante como pueda pero cante" y se desempeñó como ayudante del primer taller de pintura que existió en Machala. Contrajo matrimonio con Emilia Cruz y de esta unión nacieron sus hijos Narcisa salcedo cruz, Galo salcedo cruz y César Salcedo Cruz, enviudando a la edad de treinta años. 
Posterioirmente abrió su propio taller donde trabajaba con sus hijos, siendo el autor del logotipo de la primera Cooperativa de taxis de la ciudad y de algunos sellos de colegios como el Colegio Nacional Nueve de Octubre y otras escuelas de Machala.
Tiempo después contrajo segundas nupcias con Lila Luna, de quien se divorciaría años más tarde; con su segunda esposa procreó a sus hijos: Silvia, Lila y Xavier Salcedo Luna.
En 1966, Participó en la exposición de artes plásticas de la Feria Mundial del Banano, bajo el seudónimo "Galo Salcedo", exposición que replicó en varias ciudades de la costa ecuatoriana con temas alusivos a Machala antigua en técnica de plumilla, mismas que le significaron menciones honoríficas y varios reconocimientos.
En 1968, ejerció la docencia en la cátedra de dibujo en el Colegio "La Inmaculada" durante 14 años y luego en el Colegio Nacional Kléber Franco Cruz de Machala, posteriormente ejerció fue docente de geografía económica en el Colegio Nacional 8 de Noviembre de Piñas (canton), en las instituciones educativas: José Ochoa león en el cantón Pasaje y el Colegio de Señoritas Machala.
En 1977 realizó varias investigaciones históricas sobre la Cruz Roja Ecuatoriana y la Municipalidad del Cantón Piñas, las cuales le merecieron reconocimientos honoríficos y condecoración al mérito investigador por parte de estas instituciones.
Sus estudios superiores los realizó en la Universidad Técnica de Machala en la facultad de sociología y ciencias políticas.
Fue Miembro de la Casa de la Cultura Núcleo del Oro, en la comisión del área de Historia y artes plásticas.
En el 2003 por encargo del exalcalde de la ciudad de Machala, Mario Minuche, se creó el primer Archivo Histórico Municipal de Machala, como un aporte a la ciudad donde César Salcedo fue designado como Director.
En el 2010 aceptó el cargo de Director Ad-honorem para la creación del Archivo Histórico Provincial de El Oro, por encargo del Dr. Luis Serrano García Presidente de la Casa de la Cultura ecuatoriana, Núcleo EL Oro de aquel entonces.
Durante su extensa trayectoria investigativa, ejerció también el periodismo y fue miembro de la Asociación de historiadores latinoamericanos y del Caribe, así como de la Asociación de historiadores del Ecuador, editó alrededor de 13 obras literarias y escribió varios artículos para varios medios de comunicación. La mayor parte de sus libros, son de carácter histórico, sobre la ciudad de Machala y la Provincia de El Oro.
Falleció el 16 de agosto de 2011 de una complicación cardiovascular, minutos antes de dictar una conferencia en la Municipalidad de Huaquillas, dejando un legado de inestimable valor cultural para la ciudad y la provincia.

## Premios y reconocimientos
Entre los reconocimientos honoríficos obtenidos por su colaboración con diferentes instituciones de la provincia de El Oro y el Ecuador, se destacan los siguientes:
- Reconocimiento honorífico por su colaboración artística, discernido por la Cruz Roja Ecuatoriana.
- Mención de Honor, por su contribución artística en el curso de formación y capacitación docente organizado por la Universidad Técnica de Machala.
- Mención honorífica otorgada por su participación, otorgada por la XI Feria Mundial del Banano, en la ciudad de Machala
- Mención de honor otorgada por el I. Concejo Municipal de Piñas por su participación plástica.
- Reconocimiento Honorífico discernido por el Ministerio de Educación, por su contribución en programas de dibujo
- Reconocimiento honorífico como Miembro del Núcleo de El Oro, de la Casa de la Cultura Ecuatoriana en Quito.
- Mención de Honor entregada por la Academia René en reconocimiento a su labor como Profesor-fundador de dicha Institución.
- Mención de Honor, por la dirección provincial de Educación de El Oro, al publicar obras de carácter histórico de la Provincia.
- Mención de Honor, discernida por la Unión Nacional de Educadores Núcleo de El Oro, en reconocimiento a las obras históricas publicadas.
- Reconocimiento honorífico por el Consejo Nacional de Archivos a su colaboración en el Seminario Taller de paleografía realizado en Quito.
- Medalla y Mención al mérito histórico- Periodístico, otorgada por el círculo de periodistas, Núcleo de El Oro a su libro Batalla de la Carreta editado en conmemoración a los 100 años de la Revolución Liberal.
- Reconocimiento Honorífico entregado por la Casa de la Cultura Ecuatoriana Núcleo del Cañar, por la colaboración prestada en el I. Encuentro Nacional de Antropología realizado en la ciudad de Azogues.
- Mención de Honor discernida por la Casa de la Cultura Ecuatoriana Núcleo de El Oro, a su aporte en publicaciones históricas realizadas.

## Obras
- El Ecuador a fines del Siglo XIX, compendio gráfico de las ciudades del Ecuador
- Machala, 455 años de Historia Nº 1
- Machala, 455 años de Historia Nº 2
- Machala, Pasado y presente, álbum de 10 plumillas
- Batalla de la Carreta, edición conmemorativa a los 100 años de la revolución liberal de Machala.
- Puerto Bolivar
- Biografías Orenses, año 1996
- General Manuel Serrano Renda
- El Oro rumbo hacia el Nuevo Milenio